# Hásságy
Hásságy es un pueblo ubicado en el distrito de Bóly, en el condado de Baranya, Hungría.

## Superficie
Posee una superficie de 8,0 kilómetros cuadrados.

## Demografía
Hasta 2019 la población era de 256 habitantes, con una densidad de población de 32,0 habitantes por kilómetro cuadrado.